# Затишное (Донецкая область)
Затишное (укр. Затишне) — село на Украине, находится в Волновахском районе  Донецкой области.
Основано в 1853 году в качестве еврейской земледельческой колонии.
Код КОАТУУ — 1421582404. Население по переписи 2001 года составляет 201 человек. Почтовый индекс — 85765. Телефонный код — 6244.

## Адрес местного совета
85765, Донецкая область, Волновахский р-н, с. Златоустовка, ул.Ленина, 50

## Известные уроженцы
- Брозголь, Николай Израилевич — Герой Советского Союза.